# Delta Air Lines

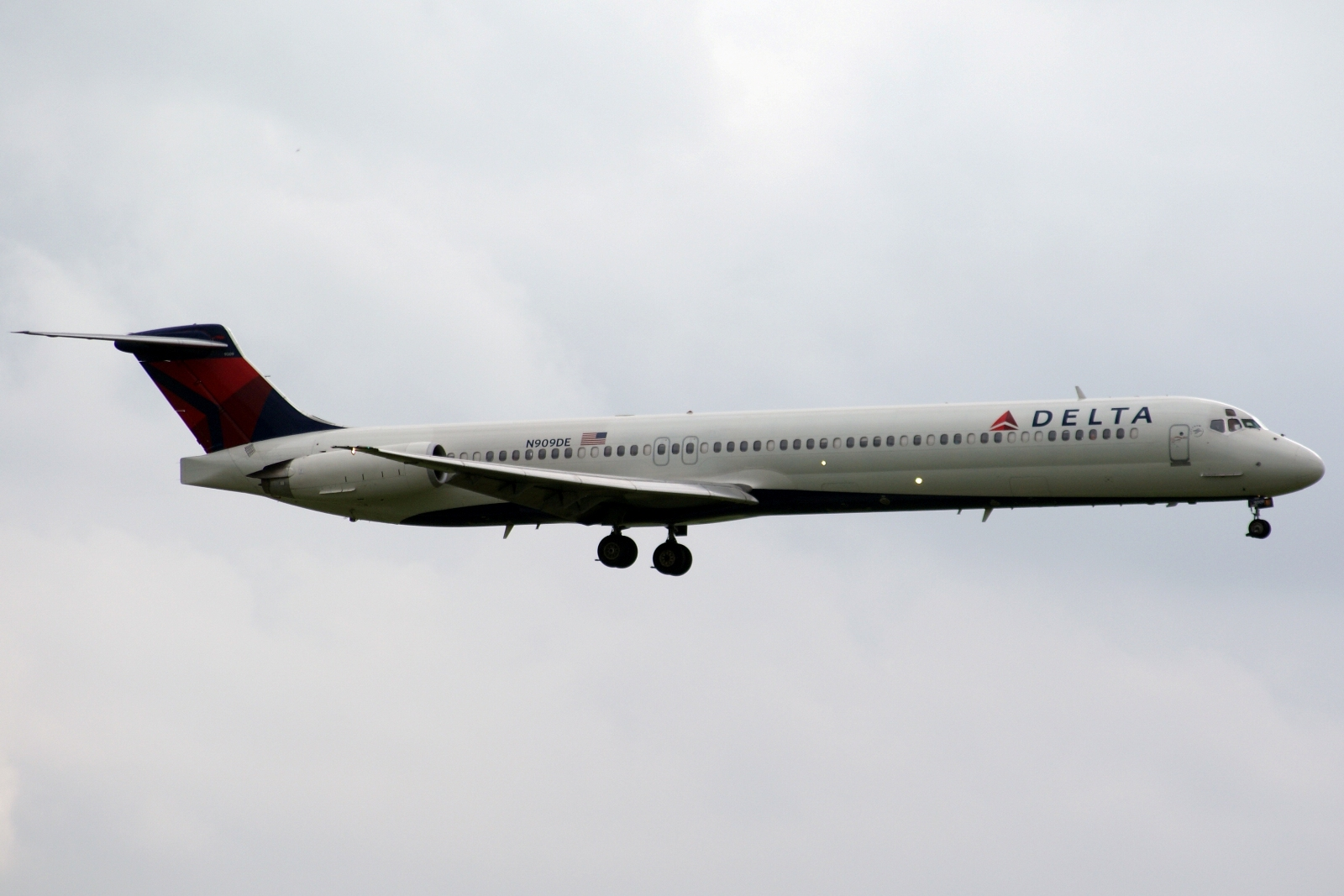
MD88 de Delta a l'Aeroport Internacional de Dallas - Fort Worth.

Delta Air Lines és una aerolínia dels Estats Units. Les seves oficines principals són a Atlanta, Geòrgia. L'aerolínia té centres de vols a l'Aeroport Internacional Hartsfield-Jackson d'Atlanta, Aeroport Internacional de Cincinnati i Kentucky del Nord, i Aeroport Internacional de la Ciutat de Salt Lake, operant a destinacions a Amèrica Central, Japó, el Carib, Europa, Amèrica del Sud, i l'Índia.
És membre de l'aliança SkyTeam.

## Història
Delta va adquirir la gran majoria de les seves rutes Europees a Pan Am el 1991, quan aquesta va posar en venda gran quantitat de les seves rutes a causa de problemes econòmics. Delta va ser un resultat directe de la companyia Duff Haland Dusters, la qual es dedicava a la fumigació d'àrees, amb petits avions d'hèlixs, a Perú. Per un període curt durant la dècada dels anys 50 a Delta se li va conèixer com a Delta C & S, després de l'adquisició de la línia aèria Chicago & Southern. Altres línies aèries d'alt nivell comprades per Delta van ser Northeast Airlines i Western Airlines, adquirida el 1987.
Amb la compra de Northeast, Delta va augmentar les seves rutes al Nord-oest dels Estats Units, plantejant-li repte a Eastern Airlines i United Airlines, entre d'altres. La compra de Western significà per a Delta un increment de vols a l'Oest americà i l'entrada al mercat de Mèxic, tercer país llatinoamericà que Delta servia, després de Puerto Rico i Veneçuela.
Delta ha utilitzat diferents tipus d'avions a través de la seva història, com el Douglas DC-3, Boeing 747, MD-11, L-1011 Tristar, Boeing 727, Boeing 737, Boeing 757, Boeing 767, McDonnell Douglas DC-9 i DC-8. Delta va ser la primera companyia a utilitzar el DC-8 i el DC-9.

## Incidents
El 2 d'agost de 1985, Delta va sofrir una gran tragèdia, quan un vol de la línia aèria es va estavellar aterrant a Dallas, morint 133 de les 164 persones en l'avió, incloent a tots els pilots.

## Video de seguretat
Moltes vegades la gent després que aborda un avió no li para esment a cap de les instruccions que es mostren en el vídeo de seguretat abans de desenganxar, és per això que Delta Airlines va crear un nou vídeo de seguretat en el qual ànim una mica més les coses.
El Vídeo va tenir un gran èxit a la pàgina més popular de vídeos YouTube. Delta Airlines compta amb un blog a la pàgina i va decidir pujar el vídeo, l'èxit es va reflectir ràpidament, ja que en 3 dies havia tingut 300,000 vistes i el vídeo encara no havia estat mostrat en cap avió de Delta sinó fins a Abril de 2008.
Katherine Lee una Auxiliar de Vol i Entrenadora de nous Auxiliars de vol, qui surt en el vídeo la major part del temps i es mostra explicant-los als passatgers les instruccions, ha estat qui s'ha portat la major part de l'èxit això a causa que els fans en YouTube la van nomenar "Deltalina Jolie" per la seva semblança amb l'actriu Angelina Jolie.
El Vídeo té diverses parts en les quals s'observa clarament que és un vídeo diferent, entretingut i que capta l'atenció del passatger, una d'aquestes escenes és el clàssic moviment amb el dit en el qual "Deltalina" diu: "Smoking is not allowed on any Delta Flight" (No està permès fumar en els Vols de Delta). Chris Babb va ser el productor del vídeo i a més és el director de desenvolupament de producte de Delta.